# Erweiterte kollektive Lizenz
Als erweiterte kollektive Lizenz (auch: erweiterte Kollektivvertragslizenz) (englisch extended collective license, ECL) bezeichnet man im Urheberrecht eine in manchen Rechtsordnungen vorgesehene Art einer Lizenz. In Systemen mit erweiterten kollektiven Lizenzen ist es möglich, dass Verwertungsgesellschaften mit Nutzern Nutzungsverträge über eine bestimmte Klasse von Werken abschließen, die anschließend auch auf solche Werke erstreckt werden, deren Rechteinhaber keinen Wahrnehmungsvertrag mit der Verwertungsgesellschaft abgeschlossen haben. In der urheberrechtlichen Diskussion werden die erweiterten kollektiven Lizenzen insbesondere als Modell diskutiert, mit dem die Rechteklärung bei umfangreichen Digitalisierungsvorhaben erheblich vereinfacht werden kann. Der Ursprung des Systems erweiterter kollektiver Lizenzen liegt in den skandinavischen Ländern; sie finden inzwischen jedoch auch in anderen Ländern Verwendung.

## Einführung und Problemaufriss
Rolle der kollektiven Rechtewahrnehmung durch Verwertungsgesellschaften. Ganz allgemein handelt es sich beim urheberrechtlichen Werkschutz sowie bei einer Reihe der ebenfalls im Rahmen des Urheberrechts geregelten verwandten Schutzrechte (auch: Leistungsschutzrechte) um Ausschließlichkeitsrechte: Grundsätzlich darf nur der Urheber bzw. Inhaber des Leistungsschutzes (im Folgenden zusammengefasst: Schutzrechtsinhaber) den Schutzgegenstand nutzen. Will ein Dritter ebenfalls Nutzungshandlungen vornehmen, die über das hinausgehen, was durch die gesetzlich gewährten Ausnahmen vom Schutz (Schrankenregelungen) bzw. die gesetzlich vorgesehenen Beschränkungen des Schutzgegenstandes ohnehin möglich ist, so muss er sich deshalb die erforderlichen Rechte vom Schutzrechtsinhaber einräumen bzw. übertragen lassen. Da es sowohl für den ursprünglichen Schutzrechtsinhaber als auch für interessierte Nutzer äußerst aufwendig ist, selbst für jede beabsichtigte Nutzungshandlung bilateral einen Lizenzvertrag auszuhandeln – man denke etwa an einen Radiosender, der von früh bis spät unterschiedliche Musiktitel sendet – und überdies auch die Verfolgung von Rechtsverletzungen für den Einzelnen sehr kostspielig ist, gibt es in vielen Bereichen Verwertungsgesellschaften. Deren Rolle besteht prinzipiell darin, dass Schutzrechtsinhaber ihnen im Rahmen von Wahrnehmungsverträgen bestimmte Rechte zur Wahrnehmung einräumen; anschließend können sich Nutzungswillige die erforderlichen Nutzungsrechte über standardisierte Verfahren von den Verwertungsgesellschaften einräumen bzw. übertragen lassen. In Deutschland betrauen beispielsweise viele Komponisten die GEMA mit der Wahrnehmung einiger ihrer Rechte. Der Gesetzgeber incentiviert die Organisation in Verwertungsgesellschaften zusätzlich durch die Bündelung bestimmter Vergütungsansprüche bei den Verwertungsgesellschaften.
Grenzen des klassischen Wahrnehmungsmodells: Außenseiterproblem. Die mit den Verwertungsgesellschaften bezweckten Vereinfachung des Rechtsverkehrs stößt naturgemäß dort an ihre Grenze, wo eine umfassende Massennutzung von Werken beabsichtigt und gesetzgeberisch gewünscht ist, jedoch nicht alle relevanten Schutzrechtsinhaber tatsächlich Wahrnehmungsverträge mit einer Verwertungsgesellschaft abgeschlossen haben. (Dies ist freilich der Regelfall; etwas anderes ergibt sich faktisch nur, wenn der Gesetzgeber das betreffende Schutzrecht von vornherein so ausgestaltet, dass es nur von einer Verwertungsgesellschaft – und generell nicht vom originären Rechteinhaber selbst – wahrgenommen werden kann.) Diesem so genannten Außenseiterproblem kann auf verschiedene Weise begegnet werden: Eine Alternative mit relativ hoher Eingriffsintensität in die Privatautonomie der Rechteinhaber stellt die Aufstellung einer gesetzlichen Lizenz oder gar einer vergütungsfreien Schrankenregelung dar. Einen anderen Ansatz im Umgang mit Außenseitern verfolgt ein System kollektiver Lizenzen.

## Grundlegende Funktionsweise
Übliche Merkmale eines Systems mit erweiterten kollektiven Lizenzen sind:
- Der Gesetzgeber legt zunächst fest, für welche Schutzrechte, welche Arten bzw. Kategorien von Schutzgegenständen und welche Nutzungen eine „Erweiterung“ auf Außenseiter ermöglicht werden soll. Zugleich wird bestimmt, dass derartige Lizenzen nur von solchen Verwertungsgesellschaften verhandelt werden können, die eine gewisse Bedeutungsschwelle überschreiten. Andernfalls bestünde die Gefahr, dass Verwertungsgesellschaften, die nur wenige Rechteinhaber vertreten, Lizenzverträge verhandeln, die allzu stark von den Interessen der Gesamtheit der betroffenen Rechteinhaber abweichen.
- Aus diesen Regelungen ergeben sich unmittelbar noch keine Auswirkungen auf die Rechtesituation.[9] Sie werden erst dann praktisch relevant, wenn eine entsprechend privilegierte Verwertungsgesellschaft mit interessierten Nutzern einen Lizenzvertrag abschließt. Ob, wann und mit welchem Ergebnis sie dies tut, steht einer Verwertungsgesellschaft aber frei.
- Bei den Verhandlungen zwischen einer Verwertungsgesellschaft und Nutzungsinteressenten wird genau bestimmt, auf welche Arten bzw. Kategorien von geschützten Werken bzw. Leistungen und auf welche Nutzungen sich die Vereinbarung erstrecken soll. Sind diese Merkmale kongruent zu den vom Gesetzgeber festgelegten Bereichen, in denen er erweiterte kollektive Lizenzen vorsieht, so erstrecken sich die Vereinbarungen anschließend nicht nur auf solche Schutzgegenstände, deren Rechteinhaber mit der Verwertungsgesellschaft einen Wahrnehmungsvertrag geschlossen haben, sondern auch Schutzgegenstände anderer Rechteinhaber. Diese haben bei Nutzungshandlungen entsprechend auch – ebenso wie die Mitglieder der Verwertungsgesellschaft – einen Anspruch auf die ausgehandelte Vergütung.

In manchen nationalen Umsetzungen ist vorgesehen, dass betroffene Rechteinhaber, die keinen Wahrnehmungsvertrag mit der Verwertungsgesellschaft abgeschlossen haben (Außenseiter), der erweiterten Lizenzierung widersprechen können; andere Länder sehen eine solche Möglichkeit nicht vor.

## Nationale Regelungen

### Dänemark

#### Überblick
Das Modell erweiterter kollektiver Lizenzen hat in Dänemark – wie in den anderen skandinavischen Ländern – eine lange Tradition. Bereits im Jahr 1961 wurde die erste Erweiterungsklausel eingeführt; sie sollte die Sendung veröffentlichter Werke durch die staatlichen Hörfunk- und Fernsehanstalten erleichtern. Heute kommt den erweiterten kollektiven Lizenzen eine Schlüsselrolle im dänischen Urheberrechtssystem zu; Riis/Schovsbo vermuten gar, dass Dänemark weltweit das Land ist, in dem den erweiterten kollektiven Lizenzen die größte Bedeutung für das nationale Urheberrechtsregime zukommt.
Systematisch finden sich im dänischen Urheberrechtsgesetz zwei Arten von Bestimmungen zu erweiterten kollektiven Lizenzen: Zum einen gibt es eine Vielzahl von Regelungen, die ausdrücklich die Möglichkeit zum Abschluss erweiterter kollektiver Lizenzen in speziell ausdefinierten Bereichen vorsehen (spezifische Regelungen). Daneben existiert seit 2008 eine Auffangbestimmung, die erweiterte kollektive Lizenzen auch in solchen Bereichen ermöglicht, die nicht ausdrücklich im Gesetz benannt sind. In beiden Fällen kann eine Verwertungsgesellschaft nur dann eine erweiterte kollektive Lizenz aushandeln, wenn sie einen „wesentlichen Teil der Urheber eines bestimmten Typs von Werken, die in Dänemark genutzt werden[,]“ repräsentiert (§ 50 Abs. 1). Verwertungsgesellschaften, die erweiterte kollektive Lizenzen abschließen, müssen vom Kulturministerium anerkannt sein (§ 50 Abs. 4).

#### Spezifische Regelungen
Ausdrücklich vorgesehen sind erweiterte kollektive Lizenzen zunächst für folgende Bereiche:
- Vervielfältigungen veröffentlichter Werke zum Unterrichtsgebrauch (§ 13);
- Vervielfältigungen fachlicher Artikel aus Zeitungen, Magazinen und Sammelwerken mittels Fotokopie oder ähnlichen Vervielfältigungsverfahren durch öffentliche oder private Institutionen, Organisationen und Unternehmen zum internen Gebrauch zu Betriebszwecken (§ 14);
- durch öffentliche Bibliotheken auf Anfrage vorgenommene digitale Vervielfältigungen von Artikeln aus Zeitungen, Magazinen und Sammelwerken, kurzen Auszügen aus Büchern und anderen veröffentlichten literarischen Werken sowie von Illustrationen und Musik, die in Verbindung mit dem Text vervielfältigt werden (§ 16b);[16]
- Vervielfältigungen von Werken, die im Hörfunk oder Fernsehen gesendet wurden, mittels Ton- bzw. Bildaufzeichnung durch staatliche Stellen und soziale oder nichtgewerbliche Organisationen zu Gunsten von seh- und hörbehinderten Menschen (§ 17 Abs. 4);
- Vervielfältigungen veröffentlichter Kunstwerke (§ 24a);
- die Sendung veröffentlichter Werke durch die staatlichen Hörfunk- bzw. Fernsehanstalten Danmarks Radio und TV 2 samt Regionalsendern im Fernsehen bzw. Hörfunk (§ 30);
- die Wiedersendung und öffentliche Zugänglichmachung von Werken, die im Rahmen einer eigenen Produktion durch die eben genannten Anstalten vor dem 1. Januar 2007 ausgestrahlt wurden (§ 30a);
- die gleichzeitige und unveränderte Weitersendung von Werken, die drahtlos im Hörfunk oder Fernsehen gesendet werden, über Kabelanlagen sowie deren auf dieselbe Weise bewirkte Weitersendung an die Öffentlichkeit mittels Hörfunkanlagen (§ 35 Abs. 1).
- die Vervielfältigung durch Dritte von Werken, die im Hörfunk oder Fernsehen gesendet werden, auf andere Weise als in den überstehend genannten Fällen des § 35 Abs. 1, und die öffentliche Zugänglichmachung, wobei Vervielfältigung und Zugänglichmachung in zeitlicher Hinsicht in Zusammenhang mit der Sendung dieser Werke erfolgen (§ 36 Abs. 4);[17]
- die öffentliche Zugänglichmachung (samt akzessorischer Vervielfältigung) durch Dritte von Werken, die zuvor von einer Sendeanstalt öffentlich zugänglich gemacht worden sind, sofern die erneute öffentliche Zugänglichmachung in derselben Weise und innerhalb desselben Zeitabschnitts wie die vorherige Zugänglichmachung durch die Sendeanstalt erfolgt (§ 36 Abs. 5).[17]

Die erweiterte kollektive Wirkung ist in diesen Fällen allerdings nicht verpflichtend; repräsentativen Verwertungsgesellschaften und Nutzern ist es nicht verwehrt, in den erfassten Bereichen auch „normale“ Nutzungsversträge zu schließen.

#### „Generelle“ Auffangbestimmung
Nach der Auffangbestimmung von § 50 Abs. 2 kann das Kulturministerium zusätzlich Verwertungsgesellschaften, die hinreichend viele Rechteinhaber eines bestimmten Typs von Werken repräsentieren, dazu befähigen, mit Verwertern Nutzungsverträge abzuschließen, die erweiterte kollektive Wirkung haben. Die Regelung wurde 2008 im Zuge der Diskussionen über die Digitalisierung von Kulturgütern in Bibliotheken, Museen und Archiven eingeführt.
Solche Ermächtigungen durch das Kulturministerium werden in der Praxis beschränkt auf einen bestimmten Bereich und aus Anlass einer bestimmten Vertragsabsicht erteilt. Hierin liegt ein Unterschied zu den spezifischen Bestimmungen, wo die entsprechenden Verwertungsgesellschaften zumeist schon vorab zum Abschluss anerkannt werden. Verhandlungsparteien (Verwertungsgesellschaften und Nutzer) müssen bei Vorliegen einer spezifischen Bestimmung also nicht noch auf einen entsprechenden Bescheid des Kulturministeriums warten und die Unsicherheit über die ministerielle Entscheidung entfällt; zudem setzt der Gesetzgeber mit spezifischen Regelungen ein Signal, dass auf dem geregelten Bereich eine Rechteklärung über erweiterte kollektive Lizenzen erwünscht ist, was die Rechtssicherheit für Verwerter und Verwertungsgesellschaften erhöht. In einigen Fällen wurden deshalb auch für erweiterte kollektive Lizenzen, die zunächst unter § 50 Abs. 2 durch das Kulturministerium genehmigt wurden, später ausdrückliche Bestimmungen geschaffen; ein Beispiel dafür bilden die oben genannten §§ 35 Abs. 4, 5, die 2014 Eingang in das dänische Urheberrechtsgesetz fanden, obwohl viele der damit erfassten Nutzungen bereits seit 2009 unter erweiterten kollektiven Lizenzen möglich waren.

#### Widerspruch
In den meisten Fällen können Rechteinhaber, die nur als Außenseiter von einem Vertrag erfasst werden, der Nutzung eines Werkes im Rahmen des Kollektivvertrags widersprechen. Etwas anderes gilt etwa für Vereinbarungen bezüglich der gleichzeitigen und unveränderten Weitersendung von Werken, die drahtlos im Hörfunk oder Fernsehen gesendet werden, über Kabelanlagen sowie deren auf dieselbe Weise bewirkte Weitersendung an die Öffentlichkeit mittels Hörfunkanlagen (§ 35 Abs. 1). Dies deckt sich mit entsprechenden Anforderungen durch die Satelliten- und Kabelrichtlinie (Richtlinie 93/83/EWG).